# 勝瑞城
勝瑞城（しょうずいじょう）は、徳島県板野郡藍住町勝瑞（阿波国板野郡勝瑞）にあった日本の城（平城）。平城跡と居館跡が2001年（平成13年）に国の史跡に指定され、その後の発掘で新たに確認された部分が2007年（平成19年）に追加指定された。阿波国の守護所であり、近年の発掘調査でその繁栄の一端をうかがうことができた。現在も断続的に発掘調査が行われている。

## 概要

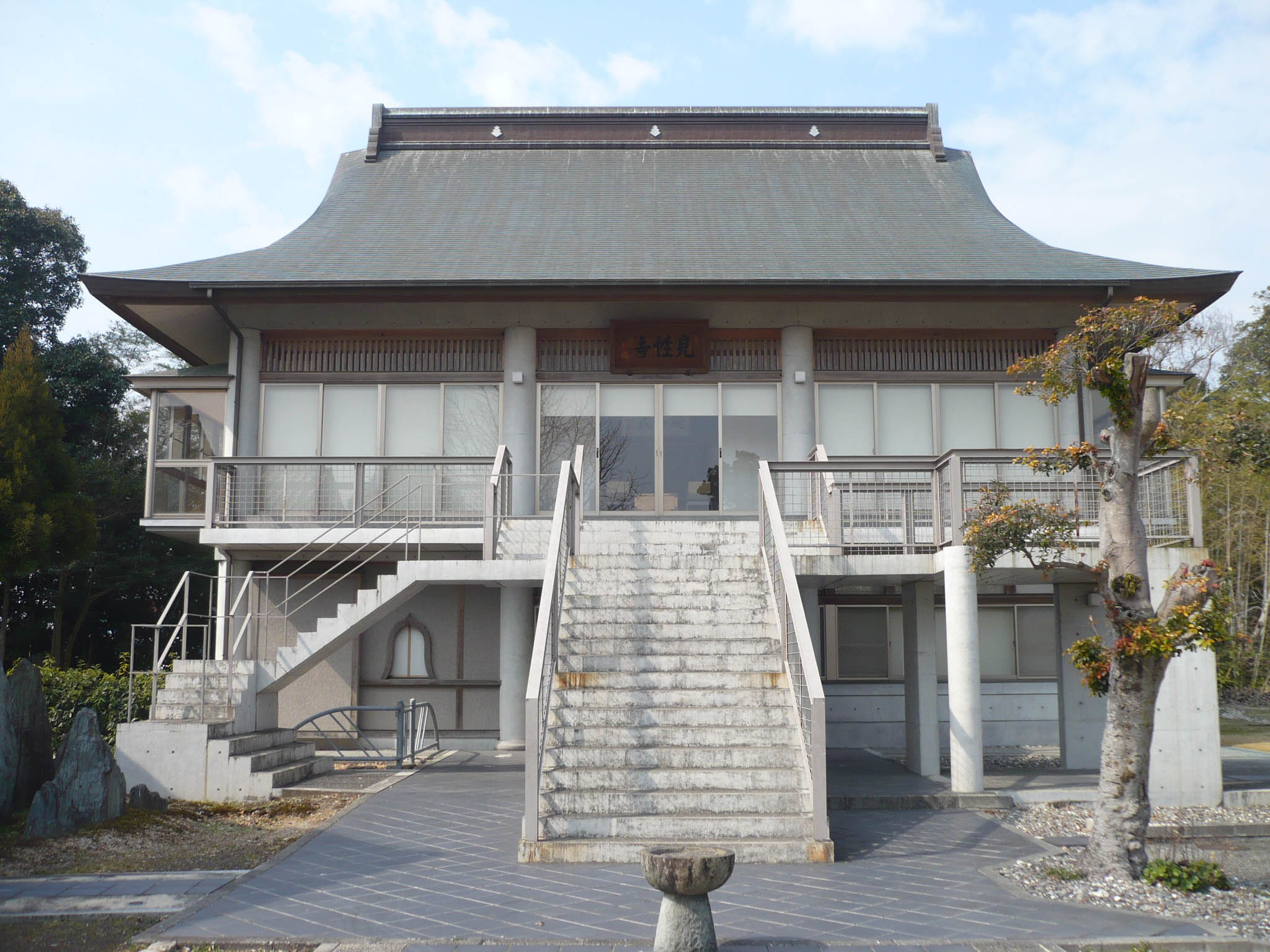
見性寺の本堂

勝瑞城は鎌倉時代から安土時代まで、淡路国、讃岐国、阿波国の政治、経済、文化の中心地として、天下の勝瑞として名をなし、日本の中世史上重要な城跡である。旧吉野川の南岸の自然堤防上に位置し、東側には今切川、南側には湿地帯に接している。現在は吉野川の本支流に囲まれた吉野川平野の低湿地帯中央部に位置するが、当時は湿地帯が多く、川幅も広く攻めにくい地形であったと思われる。海岸線も現在より内陸部にあり水上交通も便利で、紀伊水道を隔ててはいるが、京畿への往来も容易であった。当地域は暴れ川「四国三郎」の分支流の多い場所で、平地の要塞というよりも、守護の居館、政庁としての性格の強い城で、城の構えは広大であった。室町時代の守護所の様態をよく伝える貴重な遺構である。
中世地方都市としては類例をみないほど城下町が繁栄し、細川氏9代、三好氏3代の約240年の根拠地として歴史の舞台となった。
勝瑞城は、三好氏の菩提寺である見性寺の境内地にあり、城跡は東西約80m、南北約60mの方形で、周囲は幅14mの水濠が巡り、一部土塁が現存し、細川氏の守護所、三好氏の居館跡であったと思われていた。しかし、近年に行われた発掘調査によると、中富川の戦いの時に急造された詰めの城、最後の砦として築かれた可能性が指摘されている。
2017年（平成29年）4月6日、続日本100名城（175番）に選定された。

## 沿革

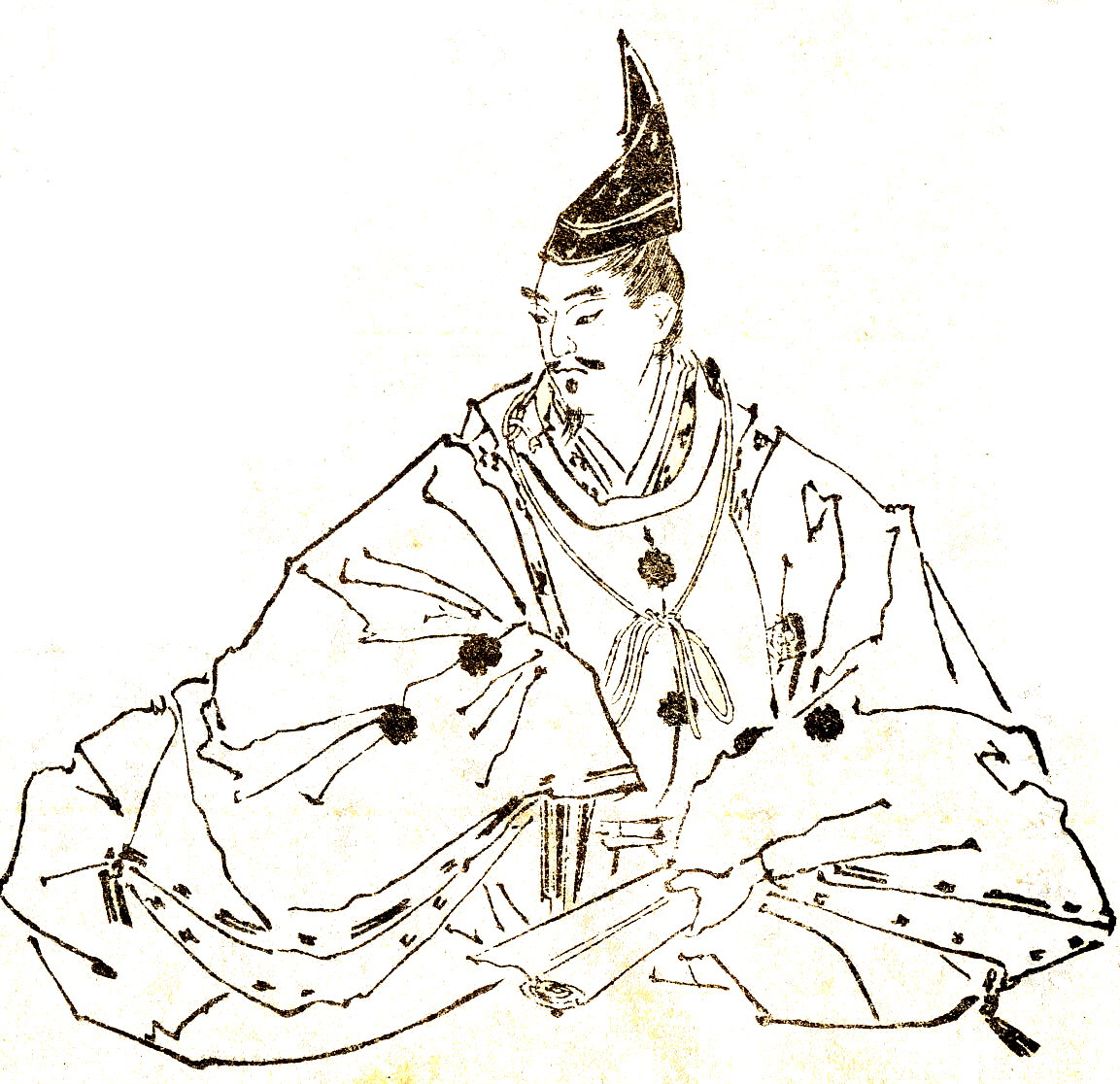
細川頼之像

### 鎌倉・南北朝時代
築城年代については諸説あるが、最も早くは承久の乱の後、阿波守護になった小笠原長清が守護所を設けたという説がある。
その後、南北朝時代の1362年（南朝：正平17年、北朝：貞治元年）1月、室町幕府の管領細川清氏は、征夷大将軍足利義詮により追放され、四国に逃れ讃岐国の白峰城に立て篭もり叛乱を起こした。この時阿波の管領細川頼之は秋月城を居城としていたが、幕命によってこれらを討伐し四国を平定した。阿波・讃岐を三分割し、東讃岐は頼之に、西讃岐を弟の細川頼有へ、そして阿波を弟の細川詮春に与えた。もともとこの地は井隈庄と呼ばれていたが、戦勝を記念して地名を勝瑞に改称したと言われる。頼之は翌1363年（南朝：正平18年、北朝：貞治2年）に秋月城から勝瑞城に移り、その後阿波守護細川氏・三好氏の歴史を綴ることになる。ただし、1340年（南朝：興国3年、北朝:暦応3年）に細川和氏の隠居城として築城されたとする説（『細川三将略伝』）、1338年（南朝：興国元年、北朝:暦応元年）に細川頼春が築城したとする説（『細川岡城記』）などの異説も存在する。
その後頼之は上洛し、征夷大将軍足利義満を補佐し三管領の一人として幕府の実権を握り、天下に号令する事になる。このころ京の屋敷を「管領屋形」や「上屋形」と称したのに対し勝瑞城は「阿波居館」や「下屋形」と呼ばれ、その城下は賑わったと言われる。特に7代城主の細川成之の活躍は目覚ましく、1462年（寛正3年）に管領代となった頃から中央政府にも積極的にかかわり、応仁の乱では兵8千を率いて上洛したという。また細川成之は東山文化を代表する文化人であり、公家、僧侶、学者、歌人、連歌師、書家、絵師、芸能人などの交遊があり、城下にはこれの人たちの来遊も多く、京都と直結した文化都市として機能していたと『日本城郭大系』は指摘する。

### 戦国時代

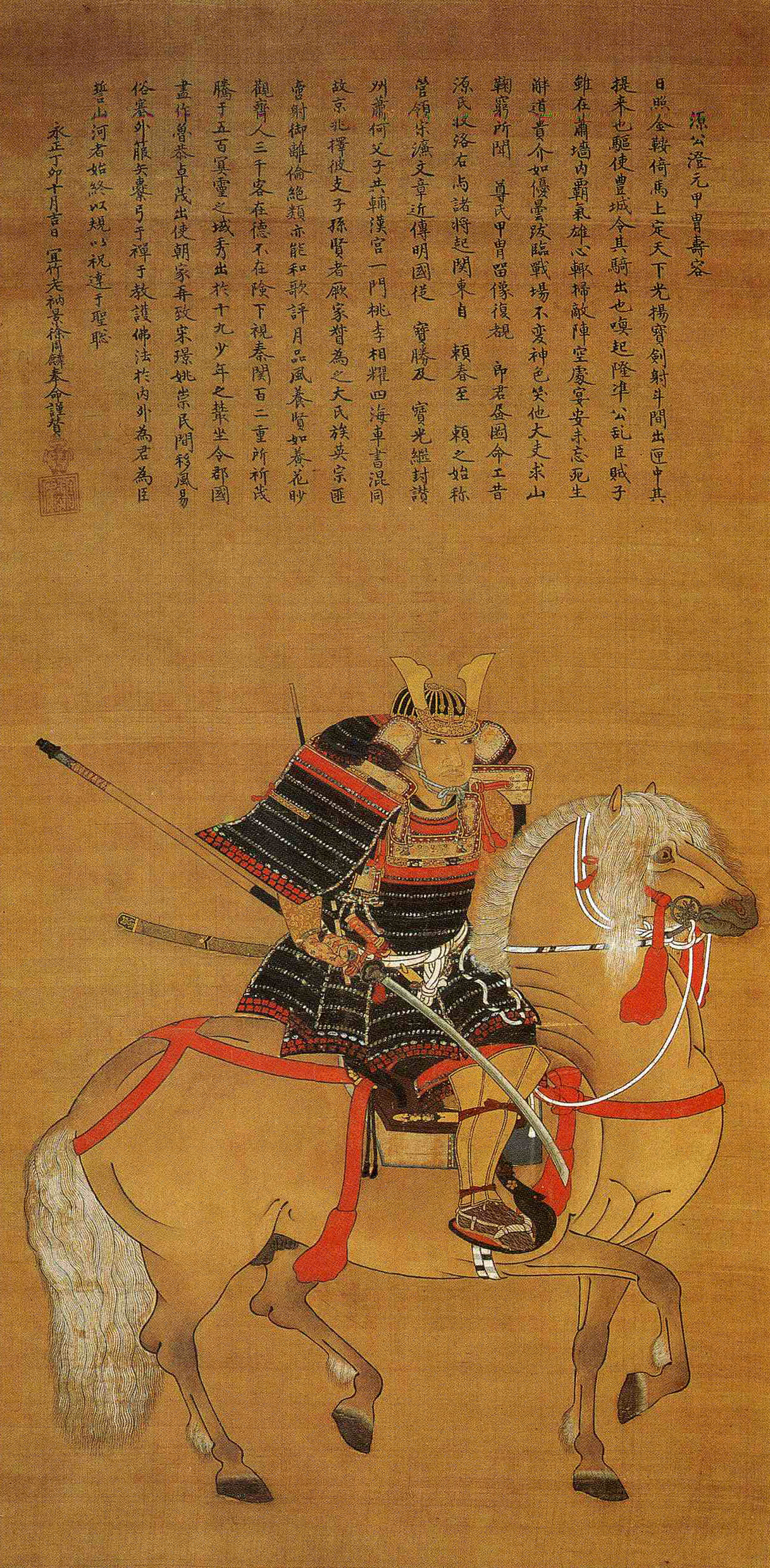
細川澄元像/永青文庫所蔵

応仁の乱後の日本は戦国時代となった。管領細川政元は大きな権力を持っていたが、政元に子が無く養子として関白九条政基の子である細川澄之、阿波守護家から細川澄元、野州家からは細川高国の3人を迎えたが、三者の間で跡目をめぐる争いが起こり、永正4年（1507年）6月に澄之の勢力は政元を暗殺してしまう（永正の錯乱）。政元を殺害した澄之が家督を継いだが、其れを良しとしない澄元は重臣の三好之長と兵を挙げ、京に攻めのぼり澄之を討ち取り家督を継いだ。ところが、周防国に逃れていた前征夷大将軍足利義稙は大内義興、細川高国の助けを借り、大軍を率いて上洛する。両軍は永正6年（1509年）6月京、如意ヶ嶽付近で衝突、合戦（如意ヶ嶽の戦い）となり、澄元は敗れ阿波に撤退した。この争いの結果、足利義稙は将軍に返り咲き、細川高国は管領職、大内義興は管領代に据えられた。
その後両軍は深井の合戦、芦屋河原の合戦、船岡山合戦など幾度と合戦となるが、永正16年（1519年）11月の越水城の合戦で澄元は勝利、之長が京都を占拠したが、翌永正17年（1520年）の等持院の戦いで高国の反撃に遭い之長は敗死、澄元は摂津から播磨国を経由して阿波に逃れたがそのまま病没した。一時期勢いが薄れていた阿波方であったが、勝瑞城の城主は細川氏之となり、之長の孫三好元長が三好氏の当主となると次第に威勢を盛り返し、足利義維、細川晴元（澄元の子）を奉じて再挙を図った。大永6年（1526年）12月堺から上陸、桂川原の戦いとなり細川高国を京から駆逐し、享禄4年（1531年）2月中嶋の戦い、大物崩れとなり尼崎で宿敵細川高国を敗死させ、細川晴元を管領職につけた。永正の錯乱から始まった養子三兄弟の争いは、幕を閉じる事になる。しかし、その三好元長は飯盛城の戦いで細川晴元によって滅ぼされた。三好元長の息子である三好長慶は、江口の戦いで京より細川晴元を追放、13代征夷大将軍に足利義輝を、管領職には細川氏綱を就け中央政権を握った。1552年（天文21年）阿波方では、勝瑞城の城主は引き続き細川氏之が取り仕切り、その重臣として三好長慶の弟三好実休が兵権を握っていた。

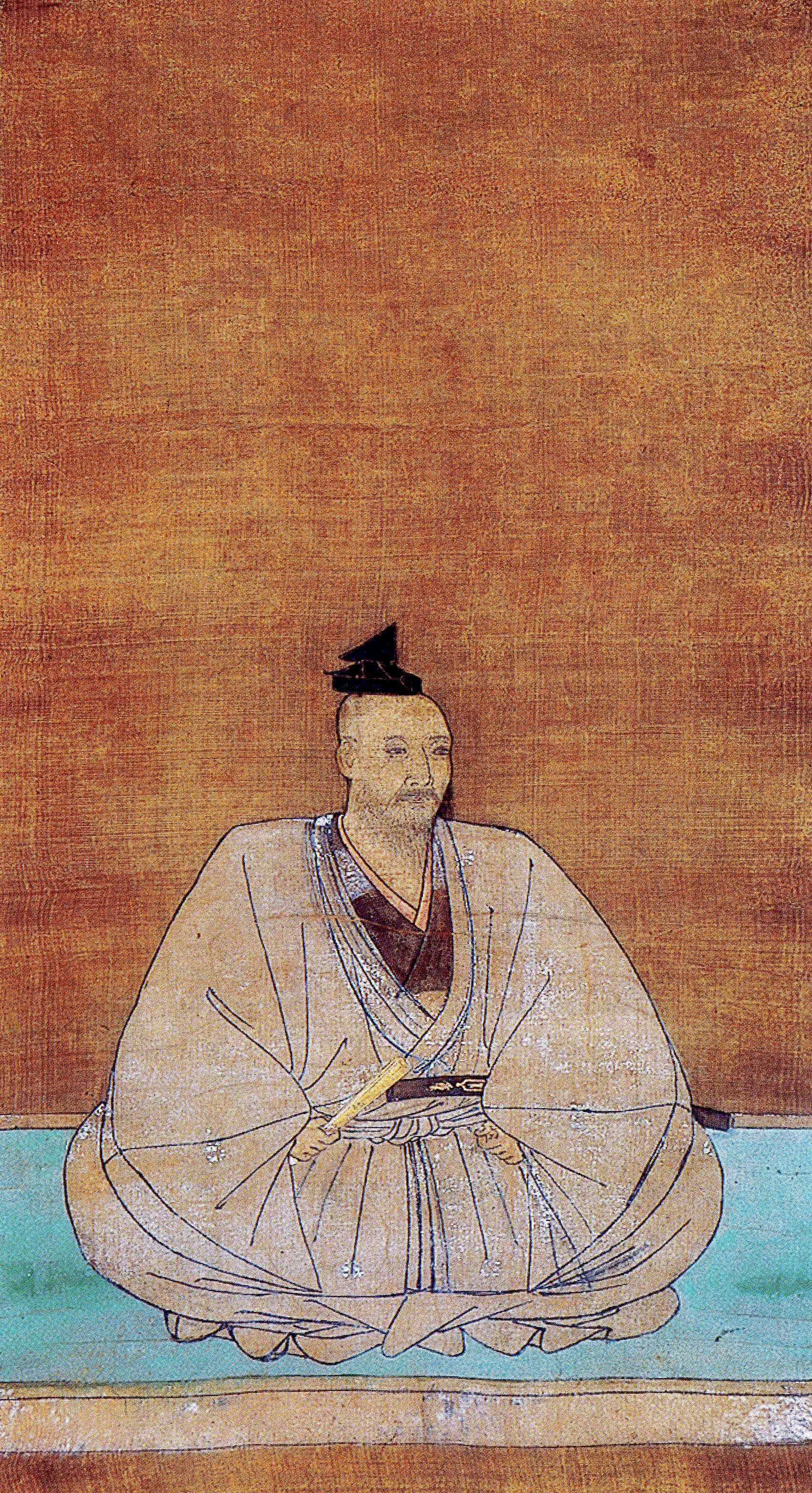
三好実休像/妙國寺蔵

ここに小少将という人物がいる。『三好記』によると小少将は絶世の美女と評されている。細川氏之は小少将におぼれ、防備を怠り酒池肉林の生活を続けていた。小少将が産んだ細川真之をめぐるお家騒動もあり、天文21年（1552年）8月、三好実休は謀反をおこし、細川氏之を自害させ勝瑞城を奪取した。ここに阿波方細川氏は滅亡した。その後小少将は三好実休の夫人となり、以降「大形殿」と名を改めた。その三好実休は1562年（永禄5年）和泉国に出軍し、久米田の戦いで戦死。その子三好長治が勝瑞城の城主となった。

### 安土時代
三好実休が亡き後、大形殿はますます妖艶さに磨きがかかり、三好氏の家臣木津城城主篠原自遁と通じ、人目をはばからぬ乱倫ぶりであったと伝わっている。これに憤慨した上桜城城主篠原長房が自遁を戒めたが、反感をかい三好長治の讒言により、上桜城の戦いとなり攻め滅ぼされてしまった。奸臣にまどわされ、忠臣だった篠原長房を討ち取った三好長治は日夜酒宴にふけり政治も混沌としていた。

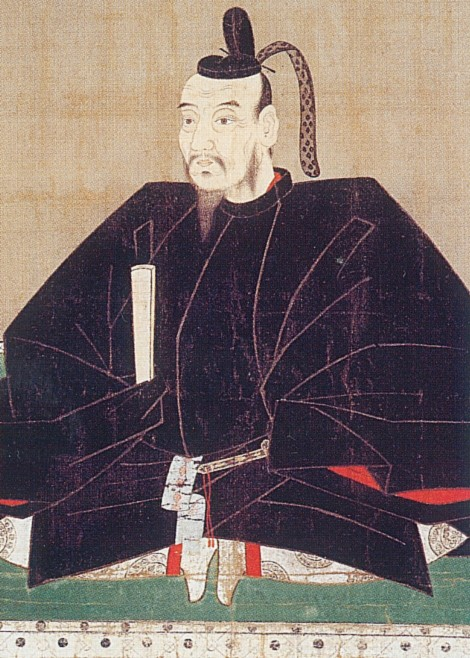
長宗我部元親像/秦神社所蔵

三好氏が織田信長の出現によって徐々に畿内より遠ざかっていき、勝瑞城でも三好長治の信望が衰えていくと、重臣たちも離れていった。1576年（天正4年）細川真之が突如勝瑞城を出奔して自立を図ると、1577年（天正5年）に三好長治は細川真之を奉じる小笠原成助らの軍勢に勝瑞城を追われ、同年3月に長原の地で自害して果てた。しかしこれが長宗我部氏を阿波国に誘因する結果となり、1582年（天正10年）長宗我部元親の侵攻を受け、中富川の戦いとなり長治の弟・十河存保は讃岐国に敗走し、城は同年9月21日廃城となった。廃城に伴って勝瑞城を防備してきた板西城、姫田城、西条城等の支城も運命を共にした。
その後の戦いの様子は、十河城の戦い及び羽柴と長宗我部の対立を参照。

長宗我部軍によって破却された勝瑞城は徳島城築城の際に石塁や遺構の多くが持ち運ばれたという伝承が残っている。阿波国の国侍は、堺や兵庫に上陸して戦い、戦いに疲れ阿波国に帰国し傷を癒して、また海を渡る拠点となっていた勝瑞城であったが、その約240年に渡り続いた歴史に終止符がうたれた。

## 城郭
城域は、行政区画である字東勝地と字西勝地を合わせた部分とほぼ一致している。その形は付近の自然堤防と一致しており、中世都市を思わせる地割が残り、北から西にかけて土塁をめぐらし、この土塁は防御施設だけではなく旧吉野川の洪水にも備えていた。南側はと自然堤防と背後湿地の境に沿って堀があり南限を区切っているが、更に一定の距離を隔てて「南千間堀」と呼ばれる堀跡が残っている。現在の堀は農業用、排水路として残しているものの狭くなり、土塁も大部分は削られている。また勝瑞城は、中世の城郭ながら、かなりの規模の城下町が形成していたと思われ、東西約2km、南北1.5kmに達していた。大門跡から矢上西の西町には数多くの社寺があり、城下全体では27ヵ寺があったとされ、寺町を形成し、北方には市場があり物資が集散し、その東側には馬詰めがあり軍馬を養っていた。城下には武家屋敷や町屋、職人町もあった。「勝瑞城跡」の北側には小字名で「渡り」という地名が残っている。渡り七軒と言われていた7軒の家のうち数軒が400年以上経った現在でも残っている。ここは、堤防が湾曲して入り込んでおり、北側の墓地へ繋がる道が当時の土手になっており、周辺は簡易な湾岸施設が想定されている。

### 本丸
城域の中央部に水濠で囲まれた、三好氏の菩提寺、見性寺が残っている。長方形で一般的には「本丸」と呼ばれている。平城としては保存状態はよく、南北約60m、東西約84mで、濠の幅は埋められて狭くなっている部分もあるが16mという部分もある。濠の盛土は土塁や本丸の盛られたようで、周りの土地に比べて2-3m高くなっている。見性寺は江戸時代中期に三好氏歴代の墓を一か所に移転してきたものである。
勝瑞城跡は、三好氏の菩提寺である見性寺の境内地となっていた。1994年（平成6年）に行われた発掘調査で、城は16世紀末に造られ、短期間のうちに廃城となったことが明確になり、中富川の戦いの時に急造された詰めの城として築かれた。
|  |  |  |

### 居館
史料等に鎌倉時代から残されている勝瑞城を明確にするため、地名の再検討、伝承の検討、明治時代初頭の地籍図、1945年（昭和20年）の米軍航空写真を使い、地割の復元をした結果、現在の本丸跡から南へ150mの地点に、東西約120m、南北約150mの方形区画が見つかった。その確認調査として藍住町教育委員会と徳島県教育委員会により1997年（平成9年） - 2000年（平成12年）まで発掘調査が行われ、濠幅約12mに囲まれた東西約120m、南北約150mであることが明確となった。この居館の構造、出土遺物の質、量から三好実休の居館跡と推定されている。本丸と呼ばれる「勝瑞城跡」と三好実休の居館跡は「勝瑞城館跡」として国の史跡に指定されている（2001年1月29日指定）。勝瑞城跡8568.38m2、勝瑞城館跡33246.96m2が指定範囲となった。また2004年（平成16年） - 2005年（平成17年）の発掘調査で、この居館から南方向に東西40m以上、南北30mの池跡が発掘された。発掘庭園としては、日本国内最大級の池庭となる。中央には岬があることから、池全体は「つ」の字のような形をしている。小さな石が州浜に敷き詰めてあり、護岸には石積みがされ、景色に演出がなされていた。

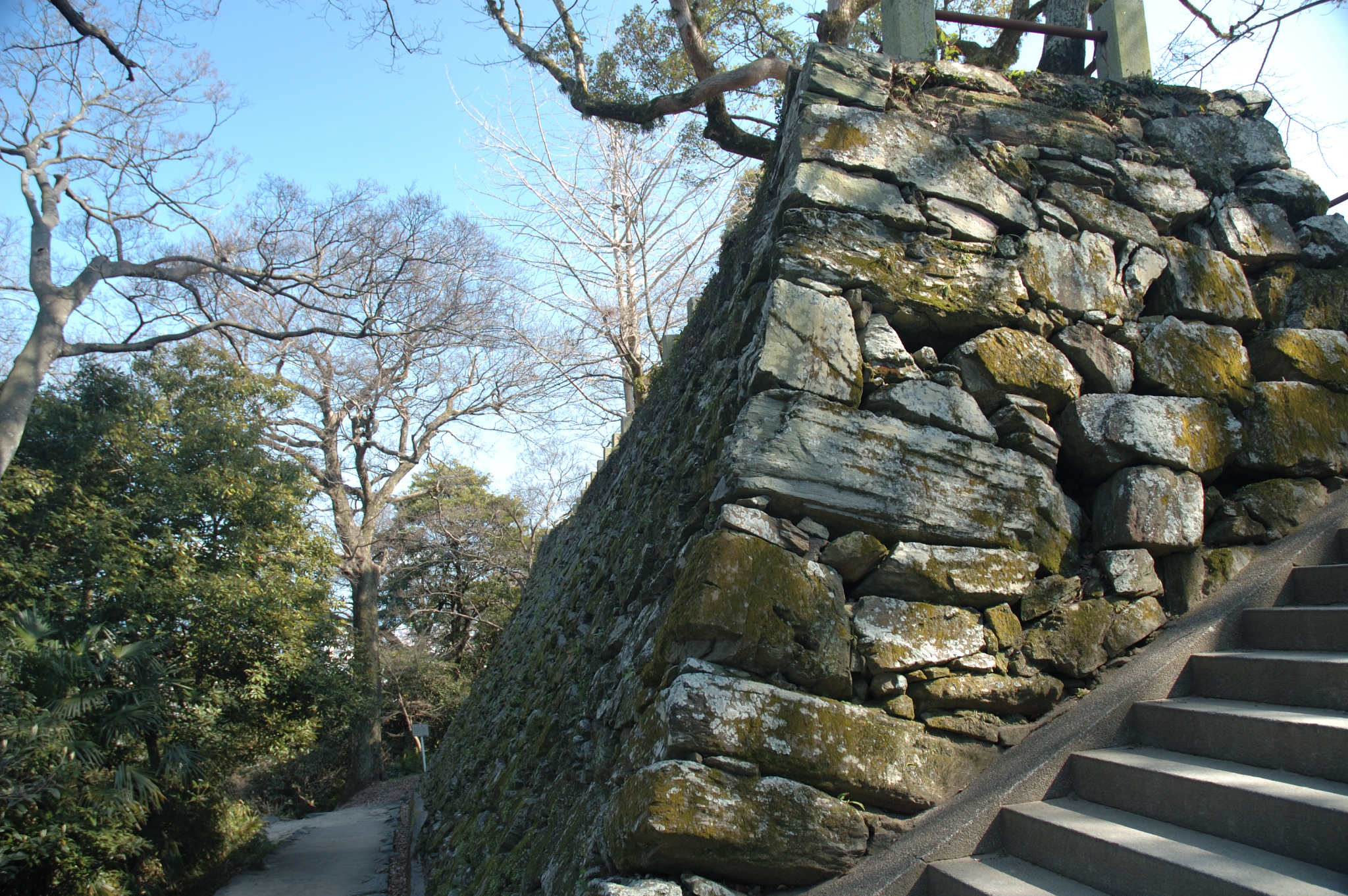
緑色片岩が使用されている徳島城石垣

|  |  |

2000年（平成12年） - 2001年（平成13年）では勝瑞城館跡の東側を発掘調査行い、大規模な礎石建物跡が見つかり、館跡はこれより東側に広がる可能性が出てきた。2004年（平成16年）からは「室町ロマン勝瑞再生プロジェクト」が開始され、規模を拡大して発掘調査が行われることになった。2007年（平成19年）2月7日、館跡の東側部分8800m2が国の史跡に追加指定された。大規模な濠で区分けされた複数の曲輪からなる複郭式の館跡であると推定されている。

#### 枯山水庭園
1999年（平成11年）に行われた発掘調査では、曲輪の一つから枯山水庭園が発掘された。景石は12石で50cm - 1mの小ぶりの石で、組み合わせず単独で配置されていた。この12個のうち9個は緑色片岩で、吉野川南岸の四国山地に多く見られる。また、この北側にはこの庭園を観賞するための会所の建物跡が発見された。規模は桁行七間、梁観四間半で、柱間寸法は1m97cmを測る。その会所はテラスのような施設が想定され、景石まで約3mに位置し、景勝するのに最適に位置する。この庭園の造営年代はかわらけなどの出土物より16世紀後半と考えられている。また廃絶の時期は会所と同時と考えられ、会所の礎石の周辺からは大量の炭化物、焼けた壁土を含んだ層が覆われ、礎石や景石の一部に熱を受けた痕跡が認められている。このことから枯山水庭園や会所は火災によって廃絶したと考えられている。この年代では、1582年（天正10年）長宗我部元親の侵攻を受けたが、この時に火災によって庭園及び会所は廃絶した可能性が高いと考えられている。

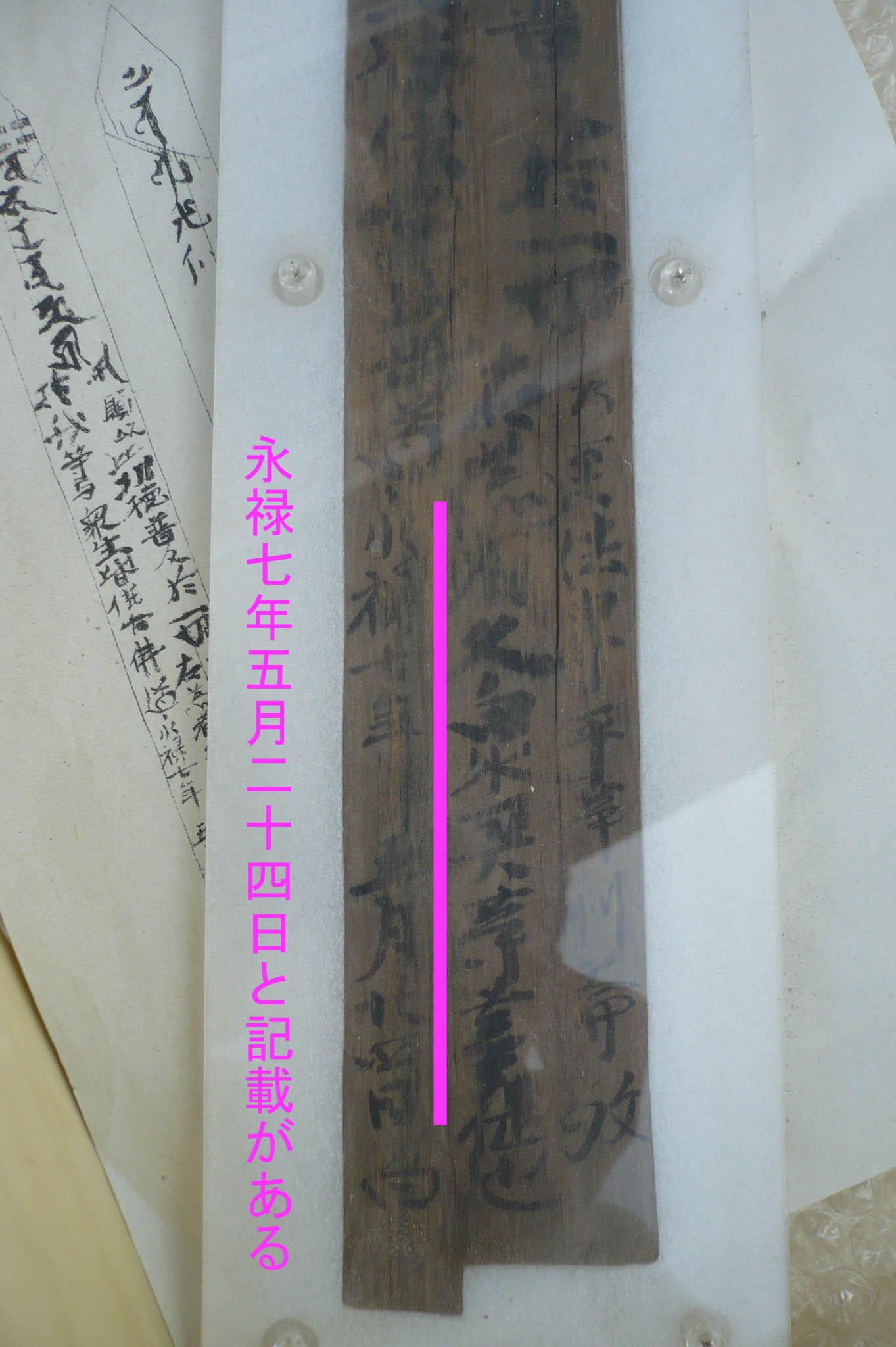
卒塔婆/勝瑞城の出土物。永禄7年（1564年）の記載が見受けられる

|  |  |  |

#### その他遺構・遺物
それ以外の遺構としては、瓦組井戸が2つ出土した。このような形式の井戸は15世紀後半堺で始まり、大阪で普及したようである。土器の検出例から16世紀後半以前に、掘られたものである事が明確になった。徳島県内では江戸時代以降に瓦組井戸の出土例があり、勝瑞城には早い時期からこのような技術が入っており、堺との繋がりが考えられる。
また濠から永禄7年（1564年）の紀年銘が入った卒塔婆が発掘された。その他羽子板や漆碗や和歌が彫られた硯など多数の遺物が出土している。

### 支城
勝瑞城にはいくつかの支城、出城が備わっていた。
- 西方向
  - 矢上城
  - 住吉城
- 東北方向
  - 川崎城
  - 木津城
- 西北方向
  - 板西城
  - 犬伏城
  - 七条城
  - 瀬部城
- 近郊
  - 奥野城

|  |  |

## 城跡へのアクセス
- 電車でのアクセス

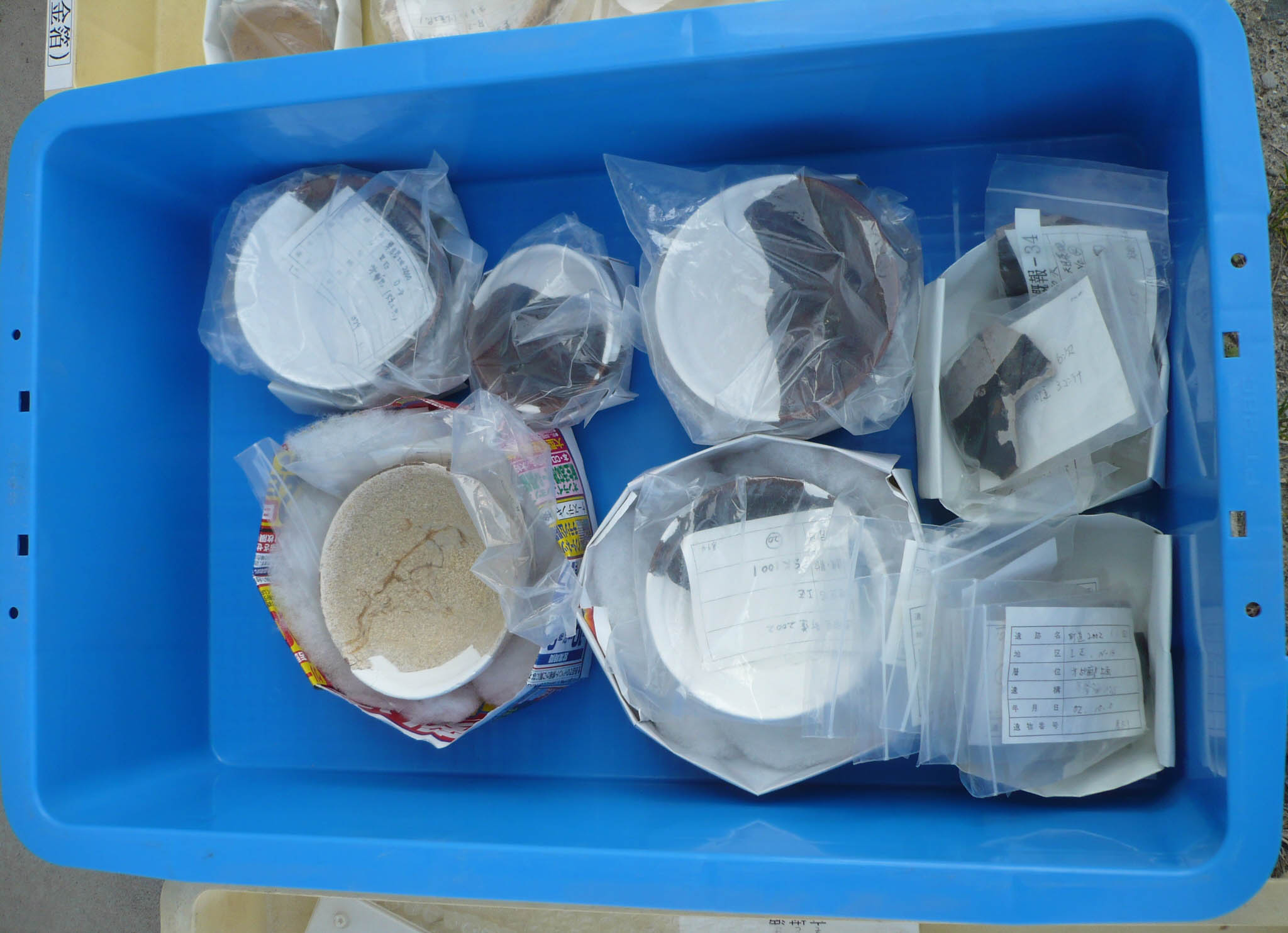
井戸茶碗/勝瑞城の出土物

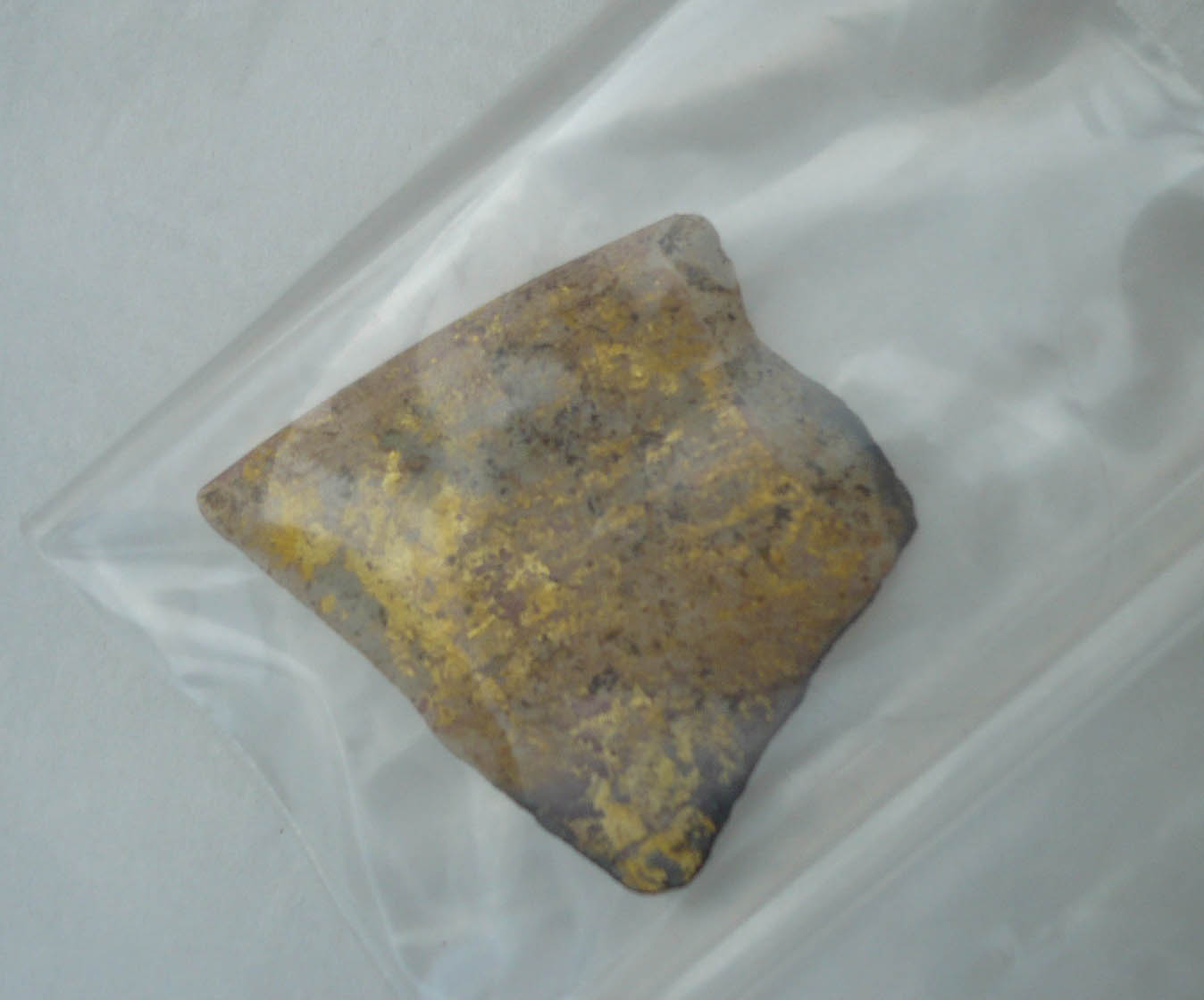
金箔瓦/勝瑞城の出土物

  - JR　高徳線勝瑞駅　西へ600m程(徒歩約10分)
- バスでのアクセス
  - 徳島バス　鍛冶屋原線(住吉経由)・北島藍住線　勝瑞西バス停　西へ100m程(徒歩約2分)
- 車でのアクセス
  - 神戸淡路鳴門道　鳴門IC　→　国道11号　→　県道14号線
  - 高松道　板野IC・徳島道　藍住IC　→　県道1号線　→　県道14号線
  - 勝瑞城前に無料駐車場有り（10台程度駐車可）